# Île-d'Arz
Île-d'Arz en idioma francés y oficialmente, An Arzh en bretón (cuyo significado es oso),  es una isla, una localidad y una comuna francesa en la región administrativa de Bretaña , en el departamento de Morbihan, localizada en un pequeño archipiélago, en el golfo de Morbihan. 
Forma junto a otras 14 islas o archipiélagos del litoral atlántico la asociación de las Îles du Ponant.
Sus habitantes reciben el gentilicio en idioma francés de Ildarais e Ildaraises.

## Demografía
| 883 | 875 | 892 | 976 | 1 200 | 1 143 | 1 254 | 1 206 | 1 114 | 1 201 | 1 222 | 1 170 | 1 229 | 1 243 | 1 140 | 1 158 | 1 082 | 937 | 939 | 890 | 743 | 799 | 775 | 678 | 654 | 537 | 506 | 424 | 332 | 277 | 256 | 231 | 254 |
| Para los censos de 1962 a 1999 la población legal corresponde a la población sin duplicidades (Fuente: INSEE [Consultar]) |     |     |     |       |       |       |       |       |       |       |       |       |       |       |       |       |     |     |     |     |     |     |     |     |     |     |     |     |     |     |     |     |

## Lugares de interés
- Molino de marea, aprovecha la fuerza de las mareas para su funcionamiento, restaurado. Es uno de los más antiguos de Europa

## Personalidades ligadas a la comuna
- Jean-Marie Le Joubioux, poeta bretón
- Jean Bulot, escritor y capitán de barco
- Franck David, campeón olímpico en los Juegos Olímpicos de Barcelona 1992